# 聖盧卡斯 (加利福尼亞州)
聖盧卡斯（英語：San Lucas）是位於美國加利福尼亞州蒙特雷縣的一個人口普查指定地區。

## 地理
聖盧卡斯的座標為36°07′44″N 121°01′14″W / 36.12889°N 121.02056°W，而該地最高點為海拔高度125米（即410英尺）。

## 人口
根據2010年美國人口普查的數據，聖盧卡斯的面積為1.021平方千米，均為陸地。當地共有人口269人，而人口密度為每平方千米263人。